# Estados Unidos nos Jogos Pan-Americanos de 1959
Os Estados Unidos nos Jogos Pan-Americanos de 1959, competiram pela 3ª vez na competição e pela primeira vez, sediaram o evento, Chicago foi a cidade sede.
Conquistaram um total de 236 medalhas, terminando pela segunda vez consecutiva em primeiro lugar no quadro geral de medalhas..